# Plectrohyla pentheter
Plectrohyla pentheter är en groddjursart som först beskrevs av Adler 1965.  Plectrohyla pentheter ingår i släktet Plectrohyla och familjen lövgrodor. IUCN kategoriserar arten globalt som starkt hotad. Inga underarter finns listade i Catalogue of Life.